# غاري ثورمان
غاري ثورمان (بالإنجليزية: Gary Thurman)‏ هو لاعب كرة قاعدة أمريكي، ولد في 12 نوفمبر 1964 في إنديانابوليس في الولايات المتحدة.